# Rudolf Janíček

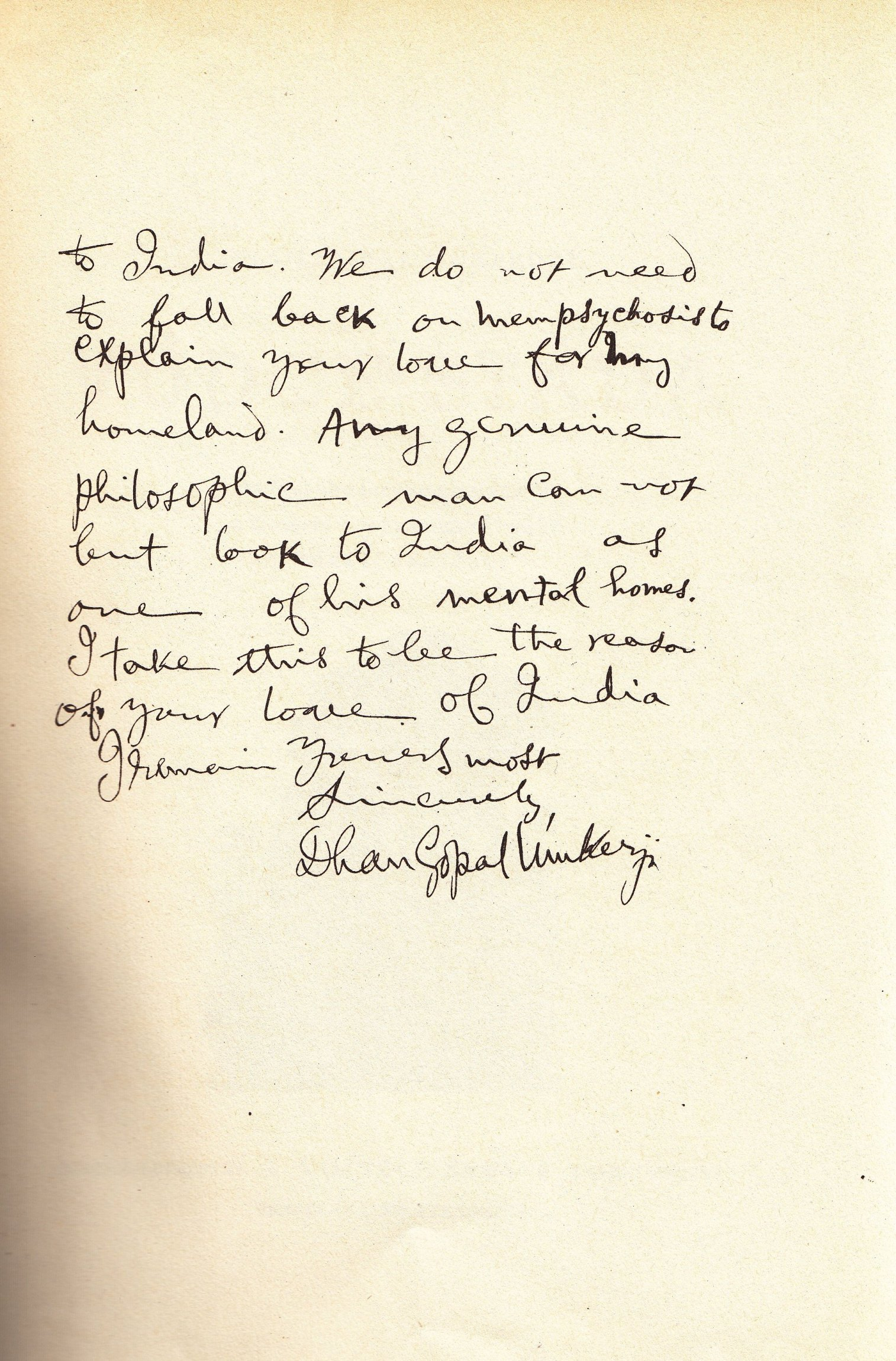
Osobní korespondence R.Janíčka od D.G.Mukerdžího

Rudolf Janíček (16. dubna 1904, Jevíčko, Rakousko-Uhersko – 6. října 1988, Železný Brod, Československo) byl středoškolský profesor železnobrodské sklářské školy, indolog, spisovatel a překladatel z angličtiny, němčiny, italštiny, francouzštiny, španělštiny, ale především překladatel hinduistických a buddhistických děl.

## Život a dílo
V mládí pracoval v Paříži a v Miláně jako francouzsko-italský novinář (pro deníky La Franc Parleur Parisien a La Rivista Italiana delle Calzature). O jeho českém básnickém převodu Bhagavadgíty neboli Zpěvu Vznešeného a staroindických upanišad (první český překlad u nás) pod názvem Bůh jsi Ty! v roce 1945 psaly mnohé české a slovenské noviny. Nakladatel i překladatel obdrželi tisíce dopisů ze všech vrstev národa, a to jak z republiky, tak i ze zahraničí, zvláště z kruhů krajanů v USA.[zdroj?]
Univerzitní profesor a skladatel Dr. Josef Plavec Bhagavadgítu v Janíčkově českém podání zhudebnil. Premiéra tohoto zhudebněného díla  se konala 22. dubna 1954 v Domě umělců v Praze v přítomnosti členů indického velvyslanectví. Obřadní rágy k téže Bhagavadgítě složil Zdeněk Zahradník. V "zimní řadě pokladů světové kultury", kterou uspořádala Lyra Pragensis, je poprvé zazpívala sopranistka Eva Hrabovská v kostele u Martina ve zdi v Praze. Na varhany hrál Zdeněk Zahradník.

## Překlady
- Zvířata a lidé v indických džunglích (1926), Mladá fronta, Praha
- Příběhy hrdinného holuba (1936), nakladatelství Vilímek Praha
- Můj slon Kárí (1936), nakladatelství Vilímek Praha
- Bhagavadgítá neboli Zpěv Vznešeného (1945), nakladatelství J. Jiránek, Železný Brod, Bhgavadgíta (1989 Supraphon), Praha
- Bůh jsi Ty! odkaz staroindických upanišad (1945), nakladatelství Jiránek, Železný Brod
- Rámah a Sítá (Epos Rámájanam) (1946), nakladatelství Jiránek, Železný Brod
- Světec či Bůh? (Šrí Rámakršna) (1946), nakladatelství V. Šeba, Praha
- Vůdce stáda (1946), nakladatelství V. Šeba, Praha
- Lovec Ghond (1947), nakladatelství V. Šeba, Praha
- Za Kárím v indické džungli (1948), nakladatelství Vilímek Praha
- Světlo upanišad (1948), nakladatelství Jiránek, Železný Brod
- Příběhy bengálského tygřete, Státní nakladatelství dětské knihy
- Bajky a skazky staré Indie, Mladá fronta, Praha
- Přítel z oblaků (1994)
- Bhagavadgítá, Santal 1998 (v pořadí 2., vydání původní edice s předmluvou z roku 1945)[1]